# Gochnatia arequipensis
Gochnatia arequipensis là một loài thực vật có hoa trong họ Cúc. Loài này được Sandwith mô tả khoa học đầu tiên năm 1934.